# Oreosaurus mcdiarmidi
Oreosaurus mcdiarmidi — вид ящірок родини гімнофтальмових (Gymnophthalmidae). Ендемік Венесуели. Вид названий на честь американського герпетолога Роя Воллеса Макдіарміда. Описаний у 2011 році.

## Поширення і екологія
Oreosaurus mcdiarmidi мешкають в гірському масиві Чіманта на Гвіанському нагір'ї, зокрема на тепуях Абакапа, Амурі і Муреі. Вони живуть серед пісковикових скель на вершинах тепуїв. Зустрічаються на висоті від 2100 до 2600 м над рівнем моря. Самиці відкладають яйця.